# Сарша
Сарша (каз. Сарша) — упразднённое село в Бейнеуском районе Мангистауской области Казахстана. На момент упразднения входило в состав Сынгырлауского сельского округа. В 2005 году в связи с малочисленостью населённый пункт включен в состав села Сынгырлау и исключен из учётных данных.

## География
Село располагалось между песками Сам и Сорша, в 28 км, по прямой, к северо-востоку от села Сам.

## Население
| 1989 | 1999 |
| ---- | ---- |
| 364  | ↘169 |

В 1999 году население села составляло 169 человек (89 мужчин и 80 женщин).